# Debra Sapenter
Deborah Elaine « Debra » Sapenter-Christopher (née le 22 février 1952 à Prairie View) est une athlète américaine spécialiste du 400 mètres. Elle mesure 1,70 m pour 52 kg et est licenciée au Prairie View A&M Panthers.

## Carrière

### Palmarès
| Date | Compétition           | Lieu     | Résultat | Épreuve        | Performance   |
| ---- | --------------------- | -------- | -------- | -------------- | ------------- |
| 1975 | Jeux panaméricains    | Mexico   | 2e       | 400 mètres     | 52 s 22       |
| 1975 | Jeux panaméricains    | Mexico   | 2e       | 4 × 400 mètres | 3 min 30 s 64 |
| 1976 | Jeux olympiques d'été | Montréal | 8e       | 400 mètres     | 51 s 66       |
| 1976 | Jeux olympiques d'été | Montréal | 2e       | 4 × 400 mètres | 3 min 22 s 81 |

### Records
| Épreuve    | Performance | Lieu | Date |
| ---------- | ----------- | ---- | ---- |
| 100 mètres | 11 s 8      |      | 1974 |
| 200 mètres | 23 s 52     |      | 1976 |
| 400 mètres | 51 s 23     |      | 1976 |